# Criteriul Dauphiné 2022
Critériul Dauphiné 2022 a fost cea de a 74-a ediție a Critériului Dauphiné cursă de ciclism pe etape. Cele opt etape ale cursei au început de la La Voulte-sur-Rhône pe 5 iunie 2022 și s-au încheiat pe Col de Solaison pe 12 iunie 2022 fiind a nouăsprezecea din cele 31 de curse din Circuitul mondial UCI 2022.

## Echipe participante
Cum Criteriul Dauphiné este un eveniment din cadrul UCI World Tour 2022, toate cele 18 echipe UCI au fost invitate automat și obligate să aibă o echipă în cursă. Patru echipe profesioniste continentale au primit wildcard. 

### Echipe UCI World
| - AG2R Citroën Team - Astana Qazaqstan Team - Bora–Hansgrohe - Cofidis - EF Education–EasyPost - Groupama–FDJ - Ineos Grenadiers - Intermarché–Wanty–Gobert Matériaux - Israel–Premier Tech | - Lotto Soudal - Movistar Team - Quick-Step Alpha Vinyl Team - Team Bahrain Victorious - Team BikeExchange - Team DSM - Team Jumbo–Visma - Trek-Segafredo - UAE Team Emirates |  |

### Echipe PRO Teams
| - Arkéa-Samsic - B&B Hotels-KTM | - TotalEnergies - Uno-X Pro Cycling Team |  |

## Etapele programate
| Etapa | Dată   | Start – Sosire                           | type                  | Distanță (km) | Elevation (m) | Câștigător        | Liderul global    |
| ----- | ------ | ---------------------------------------- | --------------------- | ------------- | ------------- | ----------------- | ----------------- |
| 1     | 5 iun  | La Voulte-sur-Rhône – Beauchastel        | etapă valonată        | 191,8         | 2.473 m       | Wout van Aert     | Wout van Aert     |
| 2     | 6 iun  | Saint-Péray – Brives-Charensac           | etapă valonată        | 169,8         | 2.956 m       | Alexis Vuillermoz | Alexis Vuillermoz |
| 3     | 7 iun  | Saint-Paulien – Chastreix-Sancy          | etapă valonată        | 164           | 2.707 m       | David Gaudu       | Wout van Aert     |
| 4     | 8 iun  | Montbrison – Castle of La Bastie d'Urfé  | contratimp individual | 31,9          | 96 m          | Filippo Ganna     | Wout van Aert     |
| 5     | 9 iun  | Thizy-les-Bourgs – Chaintré              | etapă valonată        | 162,3         | 1.991 m       | Wout van Aert     | Wout van Aert     |
| 6     | 10 iun | Rives – Gap                              | etapă intermediară    | 196,4         | 2.958 m       | Valentin Ferron   | Wout van Aert     |
| 7     | 11 iun | Saint-Chaffrey – Vaujany                 | etapă de munte        | 134,8         | 3.828 m       | Carlos Verona     | Primož Roglič     |
| 8     | 12 iun | Saint-Alban-Leysse – Plateau de Solaison | etapă de munte        | 139,2         | 3.782 m       | Jonas Vingegaard  | Primož Roglič     |

## Etape

### Etapa 1
5 iunie 2022 — La Voulte-sur-Rhône - Beauchastel, 192 km (119 mi)
| Loc | Concurent            | Echipă                             | Timp       |
| --- | -------------------- | ---------------------------------- | ---------- |
| 1   | Wout van Aert        | Team Jumbo–Visma                   | 4h 37' 31" |
| 2   | Ethan Hayter         | Ineos Grenadiers                   | +0"        |
| 3   | Sean Quinn           | EF Education–EasyPost              | +0"        |
| 4   | Hugo Page            | Intermarché–Wanty–Gobert Matériaux | +0"        |
| 5   | Edvald Boasson Hagen | Team TotalEnergies                 | +0"        |
| 6   | Jasper Stuyven       | Trek–Segafredo                     | +0"        |
| 7   | Clément Venturini    | AG2R Citroën Team                  | +0"        |
| 8   | Maxim Van Gils       | Lotto Soudal                       | +0"        |
| 9   | Benjamin Thomas      | Cofidis                            | +0"        |
| 10  | Jannik Steimle       | Quick-Step Alpha Vinyl Team        | +0"        |

| Loc | Concurent            | Echipă                             | Timp       |
| --- | -------------------- | ---------------------------------- | ---------- |
| 1   | Wout van Aert        | Team Jumbo–Visma                   | 4h 37' 31" |
| 2   | Ethan Hayter         | Ineos Grenadiers                   | +4"        |
| 3   | Sean Quinn           | EF Education–EasyPost              | +6"        |
| 4   | Maxime Bouet         | Arkéa–Samsic                       | +7"        |
| 5   | Laurens Huys         | Intermarché–Wanty–Gobert Matériaux | +8"        |
| 6   | Pierre Rolland       | B&B Hotels-KTM                     | +9"        |
| 7   | Hugo Page            | Intermarché–Wanty–Gobert Matériaux | +0"        |
| 8   | Edvald Boasson Hagen | Team TotalEnergies                 | +10"       |
| 9   | Jasper Stuyven       | Trek–Segafredo                     | +10"       |
| 10  | Clément Venturini    | AG2R Citroën Team                  | +10"       |

### Etapa a 2-a
6 iunie 2022 — Saint-Péray - Brives-Charensac, 170 km (110 mi)
| Loc | Concurent             | Echipă                             | Timp       |
| --- | --------------------- | ---------------------------------- | ---------- |
| 1   | Alexis Vuillermoz     | Team TotalEnergies                 | 4h 03' 34" |
| 2   | Anders Skaarseth      | Uno-X Pro Cycling Team             | +0"        |
| 3   | Olivier Le Gac        | Groupama–FDJ                       | +0"        |
| 4   | Kevin Vermaerke       | Team DSM                           | +0"        |
| 5   | Anthony Delaplace     | Arkéa–Samsic                       | +0"        |
| 6   | Wout van Aert         | Team Jumbo–Visma                   | +5"        |
| 7   | Ethan Hayter          | Ineos Grenadiers                   | +5"        |
| 8   | Hugo Page             | Intermarché–Wanty–Gobert Matériaux | +5"        |
| 9   | Clément Venturini     | AG2R Citroën Team                  | +5"        |
| 10  | Aleksandr Riabushenko | Astana Qazaqstan Team              | +5"        |

| Loc | Concurent         | Echipă                             | Timp       |
| --- | ----------------- | ---------------------------------- | ---------- |
| 1   | Alexis Vuillermoz | Team TotalEnergies                 | 8h 40' 55" |
| 2   | Anders Skaarseth  | Uno-X Pro Cycling Team             | +3"        |
| 3   | Olivier Le Gac    | Groupama–FDJ                       | +4"        |
| 4   | Wout van Aert     | Team Jumbo–Visma                   | +5"        |
| 5   | Kevin Vermaerke   | Team DSM                           | +7"        |
| 6   | Ethan Hayter      | Ineos Grenadiers                   | +9"        |
| 7   | Anthony Delaplace | Arkéa–Samsic                       | +10"       |
| 8   | Sean Quinn        | EF Education–EasyPost              | +11"       |
| 9   | Maxime Bouet      | Arkéa–Samsic                       | +12"       |
| 10  | Laurens Huys      | Intermarché–Wanty–Gobert Matériaux | +13"       |

### Etapa a 3-a
7 iunie 2022 — Saint-Paulien - Chastreix-Sancy, 169 km (105 mi)
| Loc | Concurent        | Echipă                  | Timp       |
| --- | ---------------- | ----------------------- | ---------- |
| 1   | David Gaudu      | Team TotalEnergies      | 4h 09' 38" |
| 2   | Wout van Aert    | Team Jumbo–Visma        | +0"        |
| 3   | Victor Lafay     | Cofidis                 | +0"        |
| 4   | Ruben Guerreiro  | EF Education–EasyPost   | +0"        |
| 5   | Kevin Geniets    | Groupama–FDJ            | +0"        |
| 6   | Nick Schultz     | Team BikeExchange–Jayco | +0"        |
| 7   | Damiano Caruso   | Team Bahrain Victorious | +0"        |
| 8   | Dylan Teuns      | Team Bahrain Victorious | +0"        |
| 9   | Matteo Jorgenson | Movistar Team           | +0"        |
| 10  | Brandon McNulty  | UAE Team Emirates       | +0"        |

| Loc | Concurent        | Echipă                | Timp        |
| --- | ---------------- | --------------------- | ----------- |
| 1   | Wout van Aert    | Team Jumbo–Visma      | 12h 50' 32" |
| 2   | David Gaudu      | Team TotalEnergies    | +6"         |
| 3   | Victor Lafay     | Cofidis               | +12"        |
| 4   | Patrick Konrad   | Bora–Hansgrohe        | +16"        |
| 5   | Matteo Jorgenson | Movistar Team         | +16"        |
| 6   | Ruben Guerreiro  | EF Education–EasyPost | +16"        |
| 7   | Esteban Chaves   | EF Education–EasyPost | +16"        |
| 8   | Primož Roglič    | Team Jumbo–Visma      | +16"        |
| 9   | Steff Cras       | Lotto Soudal          | +16"        |
| 10  | Ben O'Connor     | AG2R Citroën Team     | +16"        |

### Etapa a 4-a
8 iunie 2022 — Montbrison to La Bâtie d'Urfé, 31,9 km (19,8 mi) (ITT)
| Loc | Concurent          | Echipă                      | Timp    |
| --- | ------------------ | --------------------------- | ------- |
| 1   | Filippo Ganna      | Ineos Grenadiers            | 35' 32" |
| 2   | Wout van Aert      | Team Jumbo–Visma            | +2"     |
| 3   | Ethan Hayter       | Ineos Grenadiers            | +17"    |
| 4   | Mattia Cattaneo    | Quick-Step Alpha Vinyl Team | +39"    |
| 5   | Primož Roglič      | Team Jumbo–Visma            | +42"    |
| 6   | Luke Durbridge     | Team BikeExchange–Jayco     | +53"    |
| 7   | Jonas Vingegaard   | Team Jumbo–Visma            | +1' 12" |
| 8   | Damiano Caruso     | Team Bahrain Victorious     | +1' 25" |
| 9   | Tao Geoghegan Hart | Ineos Grenadiers            | +1' 31" |
| 10  | Juan Ayuso         | UAE Team Emirates           | +1' 31" |

| Loc | Concurent          | Echipă                      | Timp        |
| --- | ------------------ | --------------------------- | ----------- |
| 1   | Wout van Aert      | Team Jumbo–Visma            | 13h 26' 06" |
| 2   | Mattia Cattaneo    | Quick-Step Alpha Vinyl Team | +53"        |
| 3   | Primož Roglič      | Team Jumbo–Visma            | +56"        |
| 4   | Jonas Vingegaard   | Team Jumbo–Visma            | +1' 26"     |
| 5   | Ethan Hayter       | Ineos Grenadiers            | +1' 26"     |
| 6   | Damiano Caruso     | Team Bahrain Victorious     | +1' 39"     |
| 7   | Tao Geoghegan Hart | Ineos Grenadiers            | +1' 45"     |
| 8   | Juan Ayuso         | UAE Team Emirates           | +1' 48"     |
| 9   | Matteo Jorgenson   | Movistar Team               | +1' 50"     |
| 10  | Ben O'Connor       | AG2R Citroën Team           | +2' 00"     |

### Etapa a 5-a
9 iunie 2022 — Thizy-les-Bourgs - Chaintré, 162,5 km (101,0 mi)
| Loc | Concurent            | Echipă                             | Timp       |
| --- | -------------------- | ---------------------------------- | ---------- |
| 1   | Wout van Aert        | Team Jumbo–Visma                   | 3h 38' 35" |
| 2   | Jordi Meeus          | Bora–Hansgrohe                     | +0"        |
| 3   | Ethan Hayter         | Ineos Grenadiers                   | +0"        |
| 4   | Edvald Boasson Hagen | Team TotalEnergies                 | +0"        |
| 5   | Hugo Page            | Intermarché–Wanty–Gobert Matériaux | +0"        |
| 6   | Jasper Stuyven       | Trek–Segafredo                     | +0"        |
| 7   | Andrea Bagioli       | Quick-Step Alpha Vinyl Team        | +0"        |
| 8   | Jan Bakelants        | Intermarché–Wanty–Gobert Matériaux | +0"        |
| 9   | Matis Louvel         | Arkéa–Samsic                       | +0"        |
| 10  | Sebastian Molano     | UAE Team Emirates                  | +0"        |

| Loc | Concurent          | Echipă                      | Timp        |
| --- | ------------------ | --------------------------- | ----------- |
| 1   | Wout van Aert      | Team Jumbo–Visma            | 17h 04' 31" |
| 2   | Mattia Cattaneo    | Quick-Step Alpha Vinyl Team | +1' 03"     |
| 3   | Primož Roglič      | Team Jumbo–Visma            | +1' 06"     |
| 4   | Ethan Hayter       | Ineos Grenadiers            | +1' 32"     |
| 5   | Jonas Vingegaard   | Team Jumbo–Visma            | +1' 36"     |
| 6   | Damiano Caruso     | Team Bahrain Victorious     | +1' 49"     |
| 7   | Tao Geoghegan Hart | Ineos Grenadiers            | +1' 55"     |
| 8   | Juan Ayuso         | UAE Team Emirates           | +1' 58"     |
| 9   | Matteo Jorgenson   | Movistar Team               | +2' 00"     |
| 10  | Ben O'Connor       | AG2R Citroën Team           | +2' 10"     |

### Etapa a 6-a
10 iunie 2022 — Rives - Gap, 196,5 km (122,1 mi)
| Loc | Concurent            | Echipă                      | Timp       |
| --- | -------------------- | --------------------------- | ---------- |
| 1   | Valentin Ferron      | Team TotalEnergies          | 4h 42' 17" |
| 2   | Pierre Rolland       | B&B Hotels–KTM              | +3"        |
| 3   | Warren Barguil       | Arkéa–Samsic                | +3"        |
| 4   | Andrea Bagioli       | Quick-Step Alpha Vinyl Team | +3"        |
| 5   | Geoffrey Bouchard    | AG2R Citroën Team           | +3"        |
| 6   | Victor Lafay         | Cofidis                     | +3"        |
| 7   | Edvald Boasson Hagen | Team TotalEnergies          | +32"       |
| 8   | Dylan Groenewegen    | Team BikeExchange–Jayco     | +32"       |
| 9   | Matis Louvel         | Arkéa–Samsic                | +32"       |
| 10  | Jordi Meeus          | Bora–Hansgrohe              | +32"       |

| Loc | Concurent          | Echipă                      | Timp        |
| --- | ------------------ | --------------------------- | ----------- |
| 1   | Wout van Aert      | Team Jumbo–Visma            | 21h 47' 20" |
| 2   | Mattia Cattaneo    | Quick-Step Alpha Vinyl Team | +1' 03"     |
| 3   | Primož Roglič      | Team Jumbo–Visma            | +1' 06"     |
| 4   | Ethan Hayter       | Ineos Grenadiers            | +1' 32"     |
| 5   | Jonas Vingegaard   | Team Jumbo–Visma            | +1' 36"     |
| 6   | Damiano Caruso     | Team Bahrain Victorious     | +1' 49"     |
| 7   | Tao Geoghegan Hart | Ineos Grenadiers            | +1' 55"     |
| 8   | Matteo Jorgenson   | Movistar Team               | +2' 00"     |
| 9   | Ben O'Connor       | AG2R Citroën Team           | +2' 10"     |
| 10  | Wilco Kelderman    | Bora–Hansgrohe              | +2' 12"     |

### Etapa a 7-a
11 iunie 2022 — Saint-Chaffrey - Vaujany, 135 km (84 mi)
| Loc | Concurent                  | Echipă                             | Timp       |
| --- | -------------------------- | ---------------------------------- | ---------- |
| 1   | Carlos Verona              | Movistar Team                      | 3h 53' 55" |
| 2   | Primož Roglič              | Team Jumbo–Visma                   | +12"       |
| 3   | Jonas Vingegaard           | Team Jumbo–Visma                   | +25"       |
| 4   | Ben O'Connor               | AG2R Citroën Team                  | +27"       |
| 5   | Tobias Halland Johannessen | Uno-X Pro Cycling Team             | +39"       |
| 6   | Esteban Chaves             | EF Education–EasyPost              | +40"       |
| 7   | David Gaudu                | Groupama–FDJ                       | +40"       |
| 8   | Louis Meintjes             | Intermarché–Wanty–Gobert Matériaux | +40"       |
| 9   | Tao Geoghegan Hart         | Ineos Grenadiers                   | +48"       |
| 10  | Jack Haig                  | Team Bahrain Victorious            | +56"       |

| Loc | Concurent                  | Echipă                             | Timp        |
| --- | -------------------------- | ---------------------------------- | ----------- |
| 1   | Primož Roglič              | Team Jumbo–Visma                   | 25h 42' 28" |
| 2   | Jonas Vingegaard           | Team Jumbo–Visma                   | +44"        |
| 3   | Ben O'Connor               | AG2R Citroën Team                  | +1' 24"     |
| 4   | Tao Geoghegan Hart         | Ineos Grenadiers                   | +1' 30"     |
| 5   | Damiano Caruso             | Team Bahrain Victorious            | +1' 32"     |
| 6   | David Gaudu                | Groupama–FDJ                       | +1' 40"     |
| 7   | Tobias Halland Johannessen | Uno-X Pro Cycling Team             | +2' 05"     |
| 8   | Matteo Jorgenson           | Movistar Team                      | +2' 06"     |
| 9   | Jack Haig                  | Team Bahrain Victorious            | +2' 12"     |
| 10  | Louis Meintjes             | Intermarché–Wanty–Gobert Matériaux | +2' 16"     |

### Etapa a 8-a
12 iunie 2022 — Saint-Alban-Leysse - Plateau de Solaison, 137,5 km (85,4 mi)
| Loc | Concurent                  | Echipă                             | Timp       |
| --- | -------------------------- | ---------------------------------- | ---------- |
| 1   | Jonas Vingegaard           | Team Jumbo–Visma                   | 3h 49' 20" |
| 2   | Primož Roglič              | Team Jumbo–Visma                   | +0"        |
| 3   | Ben O'Connor               | AG2R Citroën Team                  | +15"       |
| 4   | Esteban Chaves             | EF Education–EasyPost              | +53"       |
| 5   | Ruben Guerreiro            | EF Education–EasyPost              | +53"       |
| 6   | Damiano Caruso             | Team Bahrain Victorious            | +55"       |
| 7   | Louis Meintjes             | Intermarché–Wanty–Gobert Matériaux | +55"       |
| 8   | Jack Haig                  | Team Bahrain Victorious            | +55"       |
| 9   | Steven Kruijswijk          | Team Jumbo–Visma                   | +1' 20"    |
| 10  | Tobias Halland Johannessen | Uno-X Pro Cycling Team             | +1' 40"    |

| Loc | Concurent                  | Echipă                             | Timp        |
| --- | -------------------------- | ---------------------------------- | ----------- |
| 1   | Primož Roglič              | Team Jumbo–Visma                   | 29h 31' 42" |
| 2   | Jonas Vingegaard           | Team Jumbo–Visma                   | +40"        |
| 3   | Ben O'Connor               | AG2R Citroën Team                  | +1' 41"     |
| 4   | Damiano Caruso             | Team Bahrain Victorious            | +2' 33"     |
| 5   | Jack Haig                  | Team Bahrain Victorious            | +3' 13"     |
| 6   | Louis Meintjes             | Intermarché–Wanty–Gobert Matériaux | +3' 17"     |
| 7   | Esteban Chaves             | EF Education–EasyPost              | +3' 18"     |
| 8   | Tao Geoghegan Hart         | Ineos Grenadiers                   | +3' 44"     |
| 9   | Ruben Guerreiro            | EF Education–EasyPost              | +3' 48"     |
| 10  | Tobias Halland Johannessen | Uno-X Pro Cycling Team             | +3' 51"     |

## Legături externe
- en Site web oficial
- Criteriul Dauphiné 2022 – ProCyclingStats